# Cristina Losada Fernández

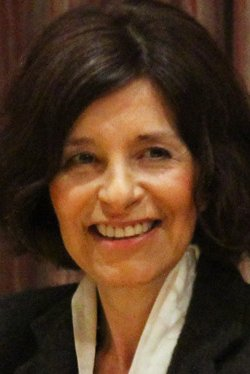
Cristina Losada el 2012

Cristina Losada Fernández (Vigo, 1954) és una periodista, escriptora i política gallega.
Va estudiar el batxillerat a Vigo i es va llicenciar en Ciències Polítiques i Sociologia a la Universitat Complutense de Madrid, on va militar a la Lliga Comunista Revolucionària entre 1972 i 1977. Va ser documentalista i redactora del diari Pueblo, traductora i redactora de l'agència Colpisa i va col·laborar a esRadio, COPE, Onda Cero i la TVG. És columnista de Libertad Digital, editora del blog Heterodoxias.net i coautora del programa El Búho. També és membre del consell d'administració de Telemadrid i presidenta de l'Associació Vigueses pola Liberdade. Va ser candidata de Ciutadans a la presidència de la Xunta a les eleccions al Parlament de Galícia de 2016.

## Obres
- Morfina roja, 2008.
- Un sombrero cargado de nieve, 2016.

Obres col·lectives
- Por qué dejé de ser de izquierdas, 2008.